# Josef Heer
Josef Heer (* 9. Mai 1865 in Eschwege; † 3. August 1932 in Arnstadt) war ein deutscher Gewerkschaftsfunktionär und Politiker (USPD, SPD).

## Leben
Heer war der Sohn des Tuchmachers Conrad Heer und dessen Ehefrau Maria Elisabeth geborene Klubescheidt. Er war evangelisch-lutherischer Konfession (später trat er aus der Kirche aus) und heiratete am 14. September 1889 in Arnstadt Mathilde Emilie Kummer (* 20. Juni 1862 in Arnstadt; † 12. April 1944 ebenda), die Tochter des Fabrikarbeiters Johann Andreas Kummer.
Heer besuchte die Volksschule und machte eine Lehre als Schuhmacher. Von 1901 bis 1919 war er hauptamtlicher Kontrolleur bzw. Kassierer des Konsumvereins in Arnstadt. Vom 7. Januar 1919 bis 1930 war er besoldeter Stadtrat in Arnstadt. Dort war er zunächst für das Arbeitsamt, dann für das Wohlfahrtsamt zuständig.
Als Mitglied der Schuhmachergewerkschaft nahm er an deren Verbandstag 1898 teil. Er war Mitglied der SPD. 1901, 1903 und 1906 war er Teilnehmer der Reichsparteitage der SPD. 1917 wechselte er zur USPD und 1922 zurück zur SPD. Von 1908 bis 1905 und erneut ab 1908 war er Mitglied des Gemeinderates der Stadt Arnstadt. Nach der Novemberrevolution war er Vorsitzender des Arbeiter- und Soldatenrates der Stadt. Vom 1. April 1919 bis zum 20. Juli 1920 war er nichtbeamtetes Mitglied des Staatsministeriums in Schwarzburg-Sondershausen. Vom 24. Februar 1919 bis zu 31. März 1923 gehörte er dem Landtag des Freistaates Schwarzburg-Sondershausen und später der Gebietsvertretung Schwarzburg-Sondershausen an. Er war Mitglied im Volksrat von Thüringen. 